# Eugenia disticha
Eugenia disticha är en myrtenväxtart som först beskrevs av Olof Swartz, och fick sitt nu gällande namn av Dc.. Eugenia disticha ingår i släktet Eugenia och familjen myrtenväxter.
Artens utbredningsområde är Jamaica. Inga underarter finns listade i Catalogue of Life.